# Сосонівка
Сосо́нівка — село в Україні, у Нововодолазькій громаді Харківського району Харківської області. Населення становить 314 осіб. Колишній (до 2017) орган місцевого самоврядування — Сосонівська сільська рада.

## Географія
Село Сосонівка знаходиться на відстані 2 км від річки Вільхуватка (правий берег). По селу протікає пересихаюча річечка з загатами. На відстані до 1 км розташовані села Бражники, Низівка, Головнівка, Моськівка і Княжне.

## Історія
Село засноване в 1805 році.
За даними на 1864 рік на казенному хуторі Сосанний Новоселівської волості Валківського повіту мешкало 849 осіб (422 чоловічої статі та 427 — жіночої), налічувалось 171 дворове господарство.
12 червня 2020 року, розпорядженням Кабінету Міністрів України № 725-р «Про визначення адміністративних центрів та затвердження територій територіальних громад Харківської області», увійшло до складу Нововодолазької селищної громади.
19 липня 2020 року, в результаті адміністративно-територіальної реформи та ліквідації Нововодолазького району, село увійшло до складу новоутвореного Харківського району.

## Економіка
- Сільськогосподарський виробничий кооператив «Росія».

## Об'єкти соціальної сфери
- Будинок культури.
- Фельдшерсько-акушерський пункт.

## Релігія
- Петро-Павлівський храм.